# Marsac-sur-Don
 Marsac-sur-Don  es una población y comuna francesa, situada en la región de Países del Loira, departamento de Loira Atlántico, en el distrito de Châteaubriant y cantón de Guémené-Penfao.

## Demografía
| 1293 | 1227 | 1166 | 1197 | 1192 | 1200 |
| Para los censos de 1962 a 1999 la población legal corresponde a la población sin duplicidades (Fuente: INSEE [Consultar]) |      |      |      |      |      |